# مهدی بلهاج کاسم
مهدی بلهاج کاسم (به فرانسوی: Mehdi Belhaj Kacem) نویسنده و فیلسوف قرن بیستم میلادی اهل فرانسه است.